# Khairóneiai csata
I. e. 338-ban a boiótiai Khairóneia városa mellett ütközött meg II. Philipposz makedón király vezette sereg az athéni–thébai szövetséges sereggel. A harmadik "szent háború" közvetlen kiváltó oka az volt, hogy Amphissza város megsértette a delphoi szentély érdekeit. Erre való hivatkozással II. Philipposz a vallási szövetséget támogatva próbálta megerősíteni helyzetét Közép-Görögországban. Az athéniek pedig azért szövetkeztek Thébai városával, mert csökkenteni kívánták a makedón befolyást Görögország területén. Az Athén vezette szövetséghez később más kisebb görög városok is csatlakoztak.
II. Philipposz nagyjából 35 000 katonából álló seregével megindult délnek, hogy letörjön minden lázadást, ami veszélyeztette volna a makedón hegemóniát Göröghonban. A döntő összecsapásra augusztus 2-án Delphoitól keletre került sor. Az athéni-thébai csapatok nagyjából azonos erőt képviseltek, mint a makedónok, a csatában mégis katasztrofális vereséget szenvedtek el a makedón királytól. A makedón győzelem azért is volt meglepő, mert egyetlen heves lovassági támadással sikerült szétzúzni a kor legütőképesebb elit alakulatát, a thébai szent csapatot.
Az ütközetben II. Philipposz mellett vezető szerepet vállalt fia, az akkor 18 éves Alexandrosz, aki a balszárny élén ügyes manőverezéssel behatolt az ellenséges csapatok soraiban tátongó résekbe, majd hátba támadta az ellenséges centrumot, illetve a jobbszárnyon előrenyomuló athéniakat, akiket megfutamított. Az athéni sereg 1000 halottat hagyott a csatatéren és 2000 athéni jutott makedón fogságba.
A csata eredményeként a görög poliszok feletti hegemónia végleg Philipposz kezébe került, majd az i. e. 337-ben Korinthoszban megkötött szerződés értelmében szövetségbe kényszerítette a görög államokat, melyek ezután makedón hegemónia alá kerültek. A makedón győzelem egyben megteremtette Nagy Sándor későbbi Perzsia elleni nagy hadjáratának az alapját is.